# The Compact XTC
The Compact XTC: The Singles 1978—1985 — сборник песен британской рок-группы XTC, первоначально выпущенный в 1985 году. Он заменил Waxworks: Some Singles 1977—1982 в качестве сборника лучших хитов (и, как ни странно, использовал тот же каталожный номер в Великобритании и некоторых других странах), начиная с альбома White Music 1978 года и добавив шесть синглов, выпущенных в период между English Settlement и The Big Express. Большая ёмкость компакт-диска позволила ограничить его одним диском. Его заменил двухдисковый сборник Fossil Fuel: The XTC Singles 1977—1992, на котором присутствуют все восемнадцать треков.
В сборнике отсутствуют два сингла британского лейбла Virgin Records: «Respectable Street» (1981) и «No Thugs in Our House» (1982), а также «Take This Town» (1980) — сингл, выпущенный лейблом RSO Records и ставший саундтреком к фильму «Таймс-сквер». Среди международных синглов отсутствуют перезаписанная версия «Ten Feet Tall» (1980, Северная Америка) и «Love at First Sight» (1981, Канада).

## Отзывы
| Оценки критиков | Оценки критиков |
| Источник        | Оценка          |
| --------------- | --------------- |
| Allmusic        | [ 1 ]           |

Альбом получил положительные отзывы музыкальной критики и интернет-изданий. Стюарт Мейсон из Allmusic отметил, что: «Расширенная версия превосходного сборника синглов 1983 года Waxworks, Compact XTC: The Singles 1978—1985 представляет собой просто сборник всех синглов группы, начиная с альбома White Music 1978 года и заканчивая альбомом The Big Express 1985 года, в хронологическом порядке, включая неудачную попытку написать полноценный хит 1980 года „Wait Till Your Boat Goes Down“, который благоразумно так и не вошёл ни в один альбом XTC. Даже лучше, чем Waxworks, Compact XTC наглядно демонстрирует поразительную трансформацию, произошедшую с XTC за первые пять лет: от нервного нью-вейв-попа „Science Friction“ к дерзкой акустической неопсиходелии, вдохновлённой 60-ми, в „Wonderland“ и „Love on a Farmboy’s Wages“. Здесь много великолепных поп-песен, включая „Senses Working Overtime“ и „This Is Pop“ Энди Партриджа, а также „Making Plans for Nigel“ и „Life Begins at the Hop“ Колина Молдинга. Этот 18-трековый сборник, хоть и выглядит весьма солидно, не рассказывает всю историю о том, как группа XTC добралась из пункта А в пункт Б; для этого обратитесь к семи оригинальным альбомам, с которых составлен этот сборник».

## Список композиций

### UK CD: CDV 2251
Все песни написаны Andy Partridge, кроме указанных.
1. «Science Friction» — 3:12 (1977) (from 3D EP)
2. «Statue of Liberty» — 2:24 (1978) (from White Music)
3. «This Is Pop?» — 2:39 [Re-recorded single version] (1978) (from White Music)
4. «Are You Receiving Me?» — 3:03 (1978)
5. «Life Begins at the Hop» (Colin Moulding) — 3:47 (1979)
6. «Making Plans for Nigel» (Moulding) — 3:53 [Single edit/fade used in some countries] (1979) (from Drums and Wires)
7. «Wait Till Your Boat Goes Down» — 4:34 [Long version; some 10 seconds longer than the edited single mix] (1980)
8. «Generals and Majors» (Moulding) — 3:42 [Single edit] (1980) (from Black Sea)
9. «Towers of London» — 4:38 [Single edit] (1980) (from Black Sea)
10. «Sgt. Rock (Is Going to Help Me)» — 3:36 [Single edit] (1980) (from Black Sea)
11. «Senses Working Overtime» — 4:33 [Single edit] (1982) (from English Settlement)
12. «Ball and Chain» (Moulding) — 4:30 (1982) (from English Settlement)
13. «Great Fire» — 3:45 (1983) (from Mummer)
14. "Wonderland (Moulding) — 4:02 [Single edit] (1983) (from Mummer)
15. «Love on a Farmboy’s Wages» — 3:58 (1983) (from Mummer)
16. «All You Pretty Girls» — 3:56 [Long version; some 20 seconds longer than the album version] (1984) (from The Big Express)
17. «This World Over» — 4:43 [Single edit] (1984) (from The Big Express)
18. «Wake Up» (Moulding) — 3:40 [Single edit/fade] (1985) (from The Big Express)